# 임요환 (축구 선수)
임요환(任耀桓, 1985년 9월 9일 ~ )은 대한민국의 축구 선수이다.